# 双柳树镇
双柳树镇，是中华人民共和国河南省信阳市潢川县下辖的一个乡镇级行政单位。

## 行政区划
双柳树镇下辖以下地区：
双柳街社区、天桥村、邱围村、曙光村、李楼村、晏岗村、刘洼村、秦棚村、郑岗村、彭畈村、付营村、王楼村、李营村、黄围村和张营村。